# William J. Stone

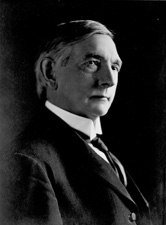

William Joel Stone (ur. 7 maja 1848, zm. 14 kwietnia 1918 w Waszyngtonie) – amerykański polityk i prawnik, działacz Partii Demokratycznej.
W latach 1885–1891 reprezentował 12. okręg Missouri  w Izbie Reprezentantów Stanów Zjednoczonych. Od 1893 do 1897 pełnił funkcję gubernatora stanu Missouri. W latach 1900–1904 zajmował stanowisko wiceprzewodniczącego Krajowego Komitetu Partii Demokratycznej. Od 1903 do śmierci był senatorem 3. klasy z Missouri.
2 kwietnia 1874 poślubił Sarah Louise Winston. Para miała troje dzieci. 